# Leptoneta hogyegulensis
Leptoneta hogyegulensis är en spindelart som beskrevs av Paik och Joon Namkung 1969. Leptoneta hogyegulensis ingår i släktet Leptoneta och familjen Leptonetidae. Inga underarter finns listade i Catalogue of Life.